# Cal Trinxeria
Cal Trinxeria és una casa amb elements gòtics de Maçanet de la Selva (Selva) inclosa a l'Inventari del Patrimoni Arquitectònic de Catalunya.

## Descripció
Immoble que consta de tres plantes. La planta baixa, conté tres obertures: la central, del segle xv, està projectada com un ampli portal adovellat, amb dovelles de grans proporcions; coronat per una animació plàstica que combina mitja cara humana i una lluna – fent al·lusió i referència amb l'ús i amb el nom actual de l'edifici-. Flanquejat per dues obertures, la primera és rectangular i emmarcada superiorment per una espècie de repujat d'arrebossat i la segona, molt simple és rectangular. Pel que fa al primer pis, és aquí on es concentren tots els elements més destacats. L'imponent rellotge de sol, tot i que bastant deteriorat, està flanquejat per dues obertures, la primera, es tracta d'una obertura lateral d'arc conopial, la qual va ser reciclada i reconvertida molt més tard en balconada; i la segona, central d'arc conopial lobulada, amb sengles cares esculpides en relleu a les impostes. Finalment, en aquest primer pis, resta una tercera obertura molt simple composta per una llinda monolítica i muntants de pedra, projectada com a balconada. Pel que fa al segon pis, aquest va ser projectat en el segle xviii com a golfes, i contempla quatre obertures: per una banda, dues de rectangulars molt simples, una de les quals, concretament la central està composta per llinda i muntants de pedra. Mentre que per l'altra, dues de mig punt, amb la llum molt més accentuada que no pas la sageta.

## Història
En origen, aquest immoble es tractava d'una casa senyorial, propietat i afiliada a la poderosa nissaga dels Ruscalleda.
L'ampliació de l'edifici va consistir en l'afegiment d'un segon pis, projectat com a golfes durant el segle xviii. Tanmateix es va portar a terme una reforma del sector esquerre de l'immoble que va tenir lloc en el segle xix.